# Ескадрон Скаржинського

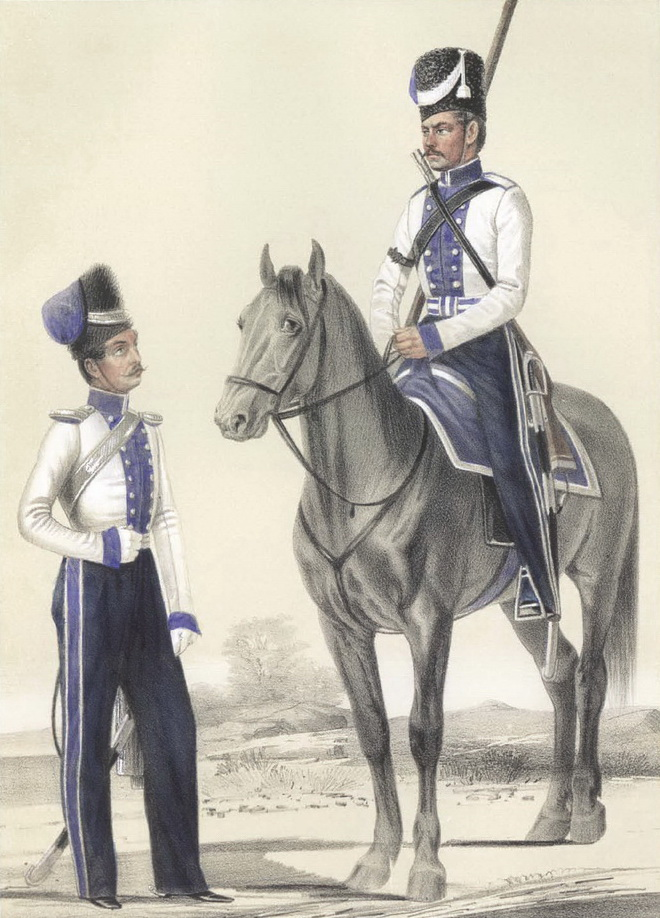
Обер-офіцер та козак задньої лави ескадрона Скаржинського, 1812—1814.

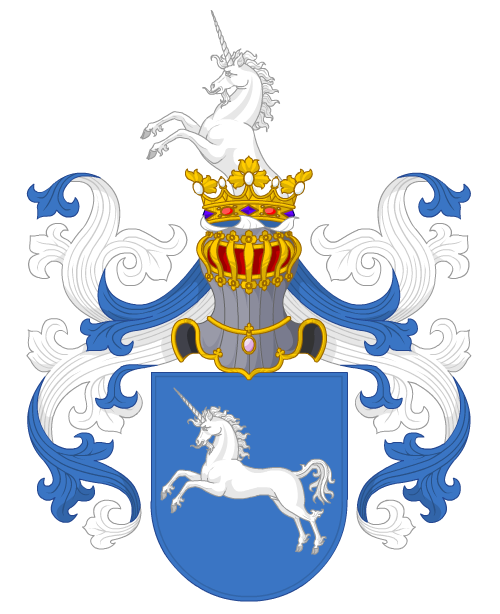
Герб Бонча

Ескадрон Скаржинського — добровольчий підрозділ, створений під час війни 1812 року українським поміщиком В. П. Скаржинським на власний кошт. Ескадрон був створений всупереч законам, які забороняли призов на військову службу мешканців Північного Причорномор'я — за особистим дозволом губернатора дюка де Рішельє.
Ескадрон налічував 180 чоловік добровольців з селян і вільних людей віком до 35 років. Ескадрон на чолі з Скаржинським приєднався до 3-ї армії і «перебував з нею в справах проти ворога». 23 жовтня 1812 М. І. Кутузов рапортував Олександру I про те, що адмірал П. В. Чичагов відзначає «відмінні подвиги» В. П. Скаржинського.

## Бойовий шлях
Ескадрон рухався з Тирасполя по тракту вздовж Дністра до Кам'янця-Подільського і далі в бік фронту на Волинь, де надійшов у розпорядження П. В. Чичагова.

## Однострій
Вершники ескадрону були одягнені у форму гербових кольорів роду Скаржинських (білий та блакитний) — білі куртки козацького крою з блакитними коміром та лацканами. У офіцерів були срібні еполети. Ескадрон мав свій значок, який, власне, зображував шляхетський герб Скаржинських Бонча: блакитне полотнище (в розмір кавалерійського штандарта) із зображенням білого єдинорога і з білою облямівкою по краях.